# Three Allen Center
Le Three Allen Center est un gratte-ciel de 209 mètres construit en 1980 à Houston aux États-Unis. Il possède 50 étages.